# Hess Family Estates
Die Hess Family Estates AG (früher: Hess Group AG) mit Sitz in Köniz ist ein international tätiges Schweizer Unternehmen, das in der Produktion und im Vertrieb von Wein, in der Gastronomie sowie im Immobiliengeschäft tätig ist. Die Hess Family Estates AG erwirtschaftete 2006 einen Umsatz von rund 200 Millionen Schweizer Franken.

## Geschichte
Das Unternehmen wurde 1844 im bernischen Kirchberg durch Johann Heinrich Hess gegründet und war über drei Generationen lang bis in die 1960er Jahre eine Bierbrauerei. Unter der Leitung von Donald M. Hess in der vierten Generation erschloss das Unternehmen 1960 die Valser St. Petersquelle und führte zusätzlich die Mineralwassermarke Valser ein. 1968 wurde die Bierbrauerei verkauft. Als zweites Standbein wurde ab 1978 als, neben dem Mineralwasser, das Weingeschäft aufgebaut. Seit dem Verkauf der Valser Mineralquellen AG im Oktober 2002 konzentriert sich die Hess Family Estates AG auf die Bereiche Wein, Gastronomie und Liegenschaften. Mittlerweile besitzt das Unternehmen fünf Weinkellereien auf zwei Kontinenten (Stand 2017) sowie zahlreiche Restaurants.